# 2014年6月香港

## 6月1日

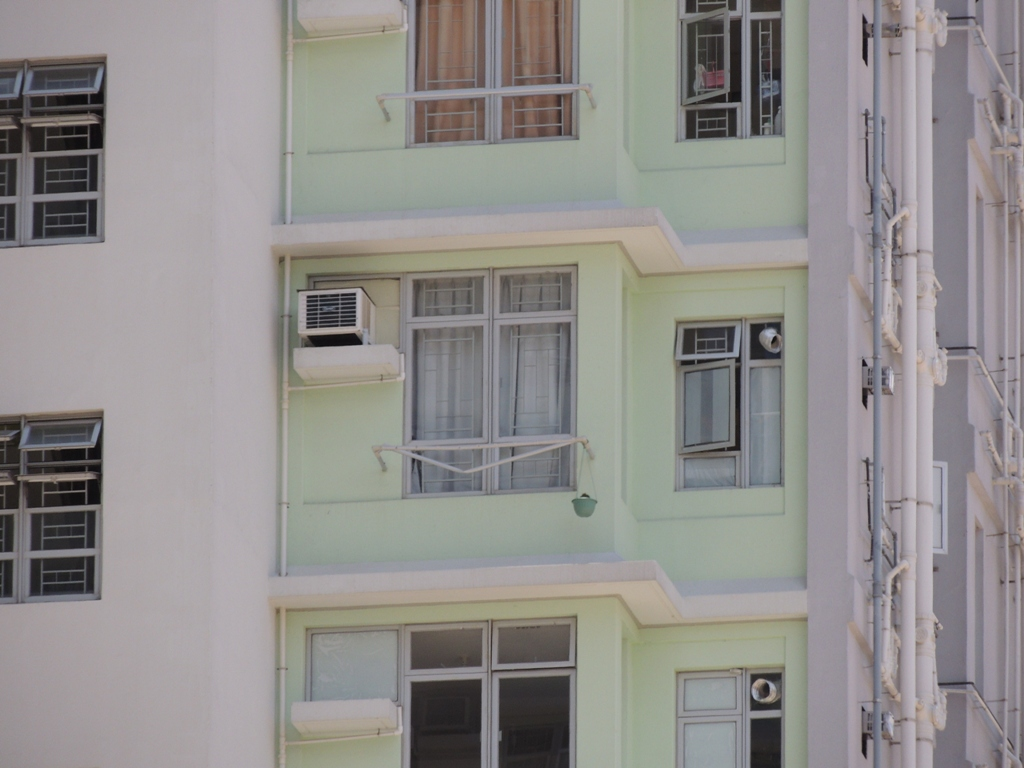
疑犯生前居住的啟晴邨樂晴樓1006室外牆

- 啟晴邨槍擊案於2014年5月31日至6月1日在九龍啟德啟晴邨樂晴樓21樓電梯大堂及10樓1006室發生，共造成包括疑犯在內兩人死亡，為香港近年來極少數涉及槍械的罪案。事源居民廖啓忠於2014年5月31日晚上在樂晴樓21樓公用走廊等待電梯時被槍殺。至6月1日上午，警務處刑事情報科跟蹤支援隊包圍樂晴樓1006室，參與拘捕涉及於日前（2014年5月31日）發生的槍擊案的疑犯[1]。至早上11時許，疑犯突然開門及向人員射擊兩槍，人員則回擊一槍。其後，特別任務連趕赴現場，於早上11時45分左右，兩名人員從樓宇外遊繩而下，在同幢大廈11樓窗外高空戒備[2][3][4][5][6][7][8][9][10]，最終疑犯於特別任務連強攻進入單位後被發現不省人事，相信已經吞槍自殺，被救護人員送往醫院搶救後，證實死亡[11]。於行動中，共檢獲兩支手槍及（未計算此前已經發射的字彈）8發子彈[12]。

## 6月2日
- 九巴引入全港車身最長巴士，達12.8米的冷氣雙層巴士，車廂上、下層座位連企位可載客146人，較現役車隊的12米巴士多八個座位及三個企位。九巴指，新車已通過運輸署驗車，獲發牌後會進行三個月路線測試，初步選定四條乘客量較多的新界區路線。[13]

## 6月4日
銅鑼灣維多利亞公園舉行六四屠城25周年燭光哀悼晚會，大會宣佈場內共有18萬名市民出席，與2012年的晚會共同成為歷來最多人參加的悼念會。第二年舉辦的尖沙咀六四集會亦有7,000人出席，較首年多出6,000餘人。

## 6月5日
- 前政務司司長許仕仁、新鴻基地產聯席主席郭炳江與郭炳聯、新鴻基執行董事陳鉅源及港交所前行政總裁關雄生涉及的巨額貪污案，在香港高等法院正式開審。主控官指許仕仁由在2000年任職積金局開始便貪，至卸任行政會議成員前，貪足9年，從郭氏兄弟收受最少3,420萬港元金錢利益及免租金入住豪宅單位，當中470萬元更是在宣誓上任政務司司長前5小時收取。控方指郭氏兄弟利用許作為政府高層內部的線眼，為新地謀好處，更在郭炳聯的日記中發現證據。[15]

## 6月6日
- 涉及前政務司司長、新鴻基高層及港交所前行政總裁的巨額貪污案，在香港高等法院續審。主控官大爆許仕仁極盡奢華的生活，揭露他卸任司長職位後，擔任行政會議成員時，年薪只得132萬元，支出卻達1,042萬元；試過豪花3.3萬元到酒店著名餐廳嘆晚餐、以貴價紅蘿蔔及草養馬、差不多每日便提款一萬港元。控方直指新鴻基高層正是利用許揮霍的弱點，用巨款收買他，若非有郭氏兄弟的財力支持，許絕無可能過其大花筒生活。[16]

## 6月7日
- 前新華社香港分社社長周南在北京罕有地接受本港電視台專訪，除揚言佔領中環運動屬違法外，更指出整個運動是反華力量圖謀篡奪特區政府管治權，若發生損害國家利益的動亂，中央政府會宣佈戒嚴及軍事干預。佔中發起人戴耀廷批評周南言論嚴重抹黑佔中，強調他們只是以公民抗命爭取真普選。[17]

## 6月8日
- 有組織罪案及三合會調查科（俗稱O記）破獲香港歷來最大的跨境非法賭博集團，拘捕包括主腦夫婦等29人，撿獲非法投注紀錄逾7.7億及1,100萬港元現金，比上屆世界杯足球賽期間撿獲的投注額總數高出一倍。[18]

## 6月9日
- 大埔大元邨泰怡樓發生離奇火警，濃煙籠罩走廊，居民摸黑狼狽逃生，消防員接報到場開喉灌救，迅速將火撲熄，在單位內發現一具燒焦女屍，消防員指起火原因有可疑，事件中，有兩男兩女及一小童吸入濃煙不適送院。[19]
- 英國政府上周宣佈其公民可於全球23個國家或地區的領事館，與同性伴侶結婚，當中包括中國、日本和菲律賓等。但香港政府卻比中國政府更保守，英國駐香港總領事館於6月9日證實，港府已拒絕批准領事館讓同性伴侶在本港結婚，港府禮賓處卻沒有交代拒絕的原因。同志團體質疑港府怕在此讓步會使日後反對性傾向歧視條例立法更困難，要求交代拒絕理據。[20]

## 6月10日
- 中國國務院新聞辦公室發表《「一國兩制」在香港特別行政區的實踐》白皮書，明言「兩制」從屬於「一國」，「高度自治」是中央給多少就有多少，「港人治港」也是有限的，愛國是對治港者的基本政治要求。評論員認為，中央政府今次對治港方針的重新演繹，違背已故領導人鄧小平的原意及國際法精神。[21]
- 行政會議批准九巴加價3.9%，是三年來第三次加價。由7月6日起，大部份九巴乘客每程須多付1至4毫港元，但若撇除51條不會加價的聯營過海隧巴線，實際加幅是4.45%。運輸及房屋局局長張炳良為九巴連年加價辯護，稱若否決加價，九巴未來兩年會虧本。民間監管公共事業聯委會批評，政府把關不力，憂慮九巴每年會慣性申請加價。[22]
- 一名有精神病紀錄的男子在旺角西洋菜南街一楝大廈天台飲酒，疑一時興起拿起一張20磅重的棄置辦公室椅，隨意飛擲落街，豈料卻不偏不倚擊中一名剛巧路經現場的29歲男子頭部，事主當場頭爆倒地，血流如注，送院證實死亡。警方封鎖多幢大廈搜查後，以涉嫌謀殺罪名拘捕涉案的22歲青年。[23]
- 立法會議員梁國雄於6月9日就2011年衝擊替補機制論壇一案，被判須即時服刑4周，是繼2000年及2002年兩度入獄後的第3次由「長毛」變成「短毛」（在香港監獄服刑的男性囚犯無論刑期多少，均需被剪短頭髮）。代表梁的資深大律師李柱銘再到高等法院申請終審法院上訴許可及保釋，但均被拒絕。梁的律師稱已向終院遞交上訴文件，亦已去信懲教署署長要求行使酌情權，讓梁服刑期間可到立法會開會。代表律師在6月10日剛開庭時，便向法官表示男囚犯必須剪髮，但女囚犯卻可保留長髮的做法，是種歧視，他將會就此提出司法覆核。法官聞言以英語問：「你是否認真？」並指這會是個「有趣的議題」。[24][25]

## 6月12日
- 港鐵正式宣佈，原定2015年通車的南港島綫東段及觀塘綫延綫工程進度均滯後6個月，要分別延遲至2016年6月及2月才能通車，亦即港鐵正進行的5項新鐵路工程均全部延誤，港鐵行政總裁韋達誠稱會承擔責任。而引咎提早退休的港鐵工程總監周大滄則承認，有過多新鐵路工程在同一時間動工，但政府規劃錯誤亦有責任。[26]

## 6月13日
- 立法會財委會繼續審議新界東北發展計劃前期工程撥款，面對泛民議員提出大量臨時動議拉布，主席吳亮星晚上突宣佈「剪布」，激發在場外集會的逾千名村民及市民不滿，三路衝擊立法會綜合大樓，有玻璃門被打至破裂，大樓外牆的磚更被鐵馬撞穿，在大樓內佈防的警員以警棍和胡椒噴霧武力阻止。雙方對峙之際，吳以治安問題為由休會。撥款表決暫緩，但發展局局長陳茂波稱絕不撤回撥款申請。[27]
- 一艘噴射飛航早上載着233人從香港開出，至澳門外港客運碼頭對開時，疑偏離航道撞及防波堤，導致船上70人受傷，其中一名船員頸椎骨折重傷。澳門當局懷疑船長來不及轉向肇禍，正循人為疏忽或機件故障展開調查。[28]

## 6月14日
- 凌晨兩時許，警方開始在立法會門前清場，逐一抬走示威者。示威者手挽手築成人鏈躺在地上，有示威者和警方推撞。最終凌晨四時完成清場，警方指集會高峰期有900人參加，清場時移走了190人，使用了18次胡椒噴霧，並拘捕21人，六名立法會保安員與四名警員受傷，政府高層譴責示威者的行為。[29][30]

## 6月20日
- 和平佔中全民投票啟動，首日錄得超過40萬名市民透過不同的電子平台投票[31]，但投票系統遭到黑客猛烈的攻擊，系統經常無法連線，大批市民改去各區的實體票站投票。[32]

## 6月25日
- 特首梁振英次女梁齊昕，凌晨在社交網站Facebook上載兩幅割脈自殘的照片，並在照片留下「Will I bleed to death？（我會否流血至死？）」和「I love blood（我愛血）」的字句，令外界懷疑她因精神出現問題而企圖自殺。晚上流出一張梁振英一家三口在海德公園拍的照片，暗示家人關係融洽，梁振英還拿着當日的報紙，以示並非舊照。[33]其後她接受《信報》訪問時承認曾割腕自殘，而母親梁唐青儀要負上最大責任，更披露與父、母親的合照是父親提議的蹩腳公關伎倆。[34]

## 6月27日
- 法律界發起黑衣靜默遊行，要求中央收回一國兩制白皮書，有近1,800名個法律界人士由金鐘高等法院遊行至中環終審法院，沿途沒有高叫口號或高舉標語，他們抵達終審法院後靜默3分鐘，抗議中央打壓司法獨立。[35]
- 立法會財委會第七度開會審批新界東北發展計劃3.4億元前期工程撥款，主席吳亮星一度以議事條例驅逐街工梁耀忠及人民力量陳志全，引起泛民議員的不滿，休會後均收回決定，直到晚上10時吳亮星拒絕再讓議員提問，強行付諸表決，大批泛民議員包圍主席桌前抗議。吳亮星在泛民議員離座抗議時進行表決，議案最終以29票贊成、2票反對通過。吳亮星隨即宣布暫停會議，在保安人員護送下離開。多個泛民議員批評會議違反規則，表明會提出司法覆核。[36][37]